# لشکنار (نوشهر)
لشکنار، روستایی است از توابع بخش کجور شهرستان نوشهر در استان مازندران ایران.

## جمعیت
این روستا در دهستان پنجک‌رستاق قرار دارد و براساس سرشماری مرکز آمار ایران در سال ۱۳۸۵، جمعیت آن ۸۴ نفر (۳۵خانوار) بوده‌است. مردم لشکنار از قومیت طبری هستند. مردم لشکنار به زبان طبری و گویش کجوری سخن می‌گویند.